# Creag Pitridh
Der Creag Pitridh ist ein als Munro eingestufter, 924 Meter hoher Berg in Schottland. Sein gälischer Name kann in etwa mit Peters Felsspitze übersetzt werden. Die Bedeutung ist allerdings unsicher, alternativ wird vermutet, dass der Name auch Felsiger Hügel des hohlen Ortes bedeuten kann.
Er liegt in der Council Area Highland in den Grampian Mountains östlich von Spean Bridge zwischen Loch Laggan und Loch Ericht in der einsamen Berglandschaft des Ardverikie Forest. Insgesamt liegen im Ardverikie Forest drei Munros und diverse weitere Gipfel. Der Creag Pitridh ist der niedrigste der drei Munros und liegt westlich des Geal Chàrn, an den sich südlich, getrennt durch das rund 500 Meter tiefer liegende An Lairig, die Bergkette nördlich des Ben Alder anschließt.

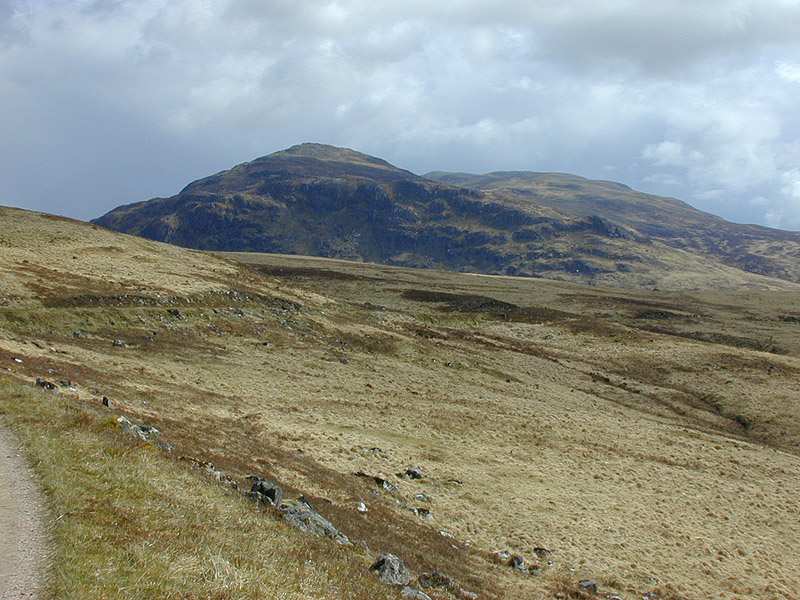
Blick von Westen zum Creag Pitridh, dahinter der Geal Chàrn

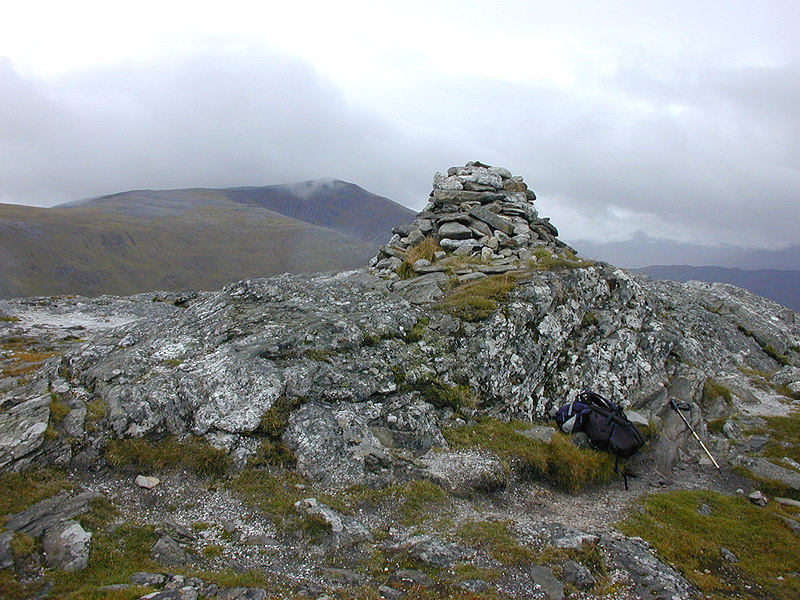
Der Gipfelcairn des Creag Pitridh, im Hintergrund der Beinn a’ Chlachair

Verglichen mit seinem östlichen Nachbarn Geal Chàrn und dem südlich benachbarten Beinn a’ Chlachair, die beide breite und massige Massive besitzen, ist der Creag Pitridh ein kleiner Gipfel, der sich je nach Perspektive von seinen Nachbarn kaum abhebt und wie ein Vorgipfel des Geal Chàrn wirkt. Der eigentliche, kegelförmige Gipfel ist durch felsige Strukturen geprägt und besitzt drei breite, wenig auffallende Grate. Der Südostgrat stellt zugleich den Übergang über einen 819 Meter hohen Bealach zum Geal Chàrn dar. Nach Westen führt der Grat zu den oberhalb von Lochan na h-Earba aufragenden, als Sgùrr an t-Saighdeir bezeichneten Felswänden, auf denen der eigentliche Gipfel des Creag Pitridh aufsitzt. Der Nordostgrat endet oberhalb des Coire a’ Mhaigh, in dem der Allt Cùil a’ Mhaigh entspringt und dem Lochan na h-Earba zufließt. Die West- und Nordflanke des Berges sind durch steil abfallende felsige Wände geprägt, dagegen fällt die Südostseite sanft mit grasigen Hängen ab.
Die meisten Munro-Bagger kombinieren eine Besteigung des Creag Pitridh im Rahmen einer Rundtour mit der Besteigung des Geal Chàrn und des Beinn a’ Chlachair. Ausgangspunkt ist ein Parkplatz an der A86 bei der kleinen Ansiedlung Moy, westlich von Loch Laggan. Von dort führt der Zustieg über Forstwege und später über Jagdpfade vorbei am Lochan na h-Earba entlang des Bachlaufs Allt Coire Pitridh und von diesem über die sanft ansteigende Südwestseite zum Westgrat und zum durch eine Cairn markierten Gipfel. Über den Südostgrat besteht eine Übergangsmöglichkeit zum Geal Chàrn, über den die Rundtour weiter zum Beinn a’ Chlachair führt. 